# Rukn al-Din Sam
Rukn al-Din Sam ibn Langar fou el primer atabeg de Yazd.
Era d'origen turc i cap de la guarnició de Yazd. En aquest estat governaven conjuntament dues filles menors del darrer emir kakúyida de Yazd, Garshasp ibn Ali, mort a la batalla de Katwan el 1141 sense hereu mascle, i el sultà seljúcida Arslan ibn Toghril (1161-1176) va decidir que les priceses havien de tenir un atabeg i aque aquest havia de ser el cap de la guarnició. El general, que devia tenir uns 60 anys es va casar amb una de les princeses (precisament la més jove) i va esdevenir atabeg.
Sam era bona persona però mal governant i el bandidatge es va desenvolupar i tot el rerepaís va quedar saquejat per les bandes de bandits. Quan tenia 90 anys, el 1193/1194 fou substituït pel seu germà petit Izz al-Din Langar o Lankar que havia estat governador d'Esfahan i Siraz pels seljúcides i que ja devia ser bastant gran. Rukn al-Din va deixar un fill de la seva unió amb la princesa kakúyida, de nom Ala al-Dawla Ata Khan, que va morir el 1227 en lluita contra els mongols al servei del xa de Coràsmia Djalal al-Din Manguberti, i potser va ser atabeg algun temps.